# Węgierska Formuła Renault Sezon 2017
Węgierska Formuła Renault Sezon 2017 – siódmy sezon Węgierskiej Formuły Renault

## Kalendarz wyścigów
| Runda | Data            | Tor           | Pole position   | Najszybsze okrążenie | Zwycięzca (kierowcy) | Zwycięzca (zespoły)  |
| ----- | --------------- | ------------- | --------------- | -------------------- | -------------------- | -------------------- |
| 1     | 22 kwietnia     | Hungaroring   | Balázs Volentér | Balázs Volentér      | Roland Stern         | F-Racing 2000 Kft.   |
| 2     | 23 kwietnia     | Hungaroring   | Balázs Volentér | Balázs Volentér      | Balázs Volentér      | Nívó Motorsport Kft. |
| 3     | 23 czerwca      | Pannónia-Ring | ?               | ?                    | Balázs Volentér      | Nívó Motorsport Kft. |
| 4     | 24 czerwca      | Pannónia-Ring | ?               | ?                    | Balázs Volentér      | Nívó Motorsport Kft. |
| 5     | 25 czerwca      | Pannónia-Ring | ?               | ?                    | Balázs Volentér      | Nívó Motorsport Kft. |
| 6     | 19 sierpnia     | Slovakiaring  | Roland Stern    | Roland Stern         | Roland Stern         | F-Racing 2000 Kft.   |
| 7     | 20 sierpnia     | Slovakiaring  | Roland Stern    | Balázs Volentér      | Balázs Volentér      | Nívó Motorsport Kft. |
| 8     | 9 września      | Brno          | Roland Stern    | Roland Stern         | Roland Stern         | F-Racing 2000 Kft.   |
| 9     | 10 września     | Brno          | Roland Stern    | Roland Stern         | Roland Stern         | F-Racing 2000 Kft.   |
| 10    | 13 października | Hungaroring   | ?               | ?                    | Balázs Volentér      | Nívó Motorsport Kft. |
| 11    | 14 października | Hungaroring   | ?               | ?                    | Balázs Volentér      | Nívó Motorsport Kft. |
| 12    | 15 października | Hungaroring   | ?               | ?                    | Balázs Volentér      | Nívó Motorsport Kft. |

## Klasyfikacja kierowców
| Legenda oznaczeń w tabelach wyników Wyświetl szablon na nowej stronie | Legenda oznaczeń w tabelach wyników Wyświetl szablon na nowej stronie                                                                     |
| Oznaczenie                                                            | Wyjaśnienie |
| --------------------------------------------------------------------- | --- |
| Złoty                                                                 | Zwycięzca lub mistrzostwo |
| Srebrny                                                               | 2. miejsce lub wicemistrzostwo |
| Brązowy                                                               | 3. miejsce lub II wicemistrzostwo |
| Zielony                                                               | Ukończył, punktował (w klasyfikacji generalnej, gdy zdobył co najmniej jeden punkt na przestrzeni sezonu, poza trzema powyższymi opcjami) |
| Niebieski                                                             | Ukończył, nie punktował (w klasyfikacji generalnej, gdy nie zdobył co najmniej jednego punktu na przestrzeni sezonu)                      |
| Czerwony                                                              | Nie zakwalifikował się (NZ) |
| Czerwony                                                              | Nie prekwalifikował się (NPK) |
| Różowy                                                                | Nie ukończył (NU) |
| Różowy                                                                | Niesklasyfikowany (NS) (w klasyfikacji generalnej, gdy nie został sklasyfikowany w żadnym wyścigu sezonu)                                 |
| Czarny                                                                | Zdyskwalifikowany (DK) |
| Czarny                                                                | Wykluczony (WYK/EX) |
| Biały                                                                 | Nie wystartował (NW) |
| Biały                                                                 | Kontuzjowany (K/INJ) |
| Biały                                                                 | Wyścig odwołany (OD/C) |
| Bez koloru                                                            | Został wycofany (WYC/WD) |
| Bez koloru                                                            | Nie przybył (NP/DNA) |
| Bez koloru                                                            | Nie brał udziału w treningach (NT/DNP) |
| Bez koloru                                                            | Nie został zgłoszony (–) |
| Pogrubienie                                                           | Start z pole position |
| Kursywa                                                               | Najszybsze okrążenie wyścigu |
| †                                                                     | Nie ukończył, ale jego rezultat został zaliczony ze względu na przejechanie więcej niż 90% dystansu wyścigu.                              |
| *                                                                     | Sezon w trakcie |
| 1/2/3                                                                 | Punktowana pozycja w sprincie kwalifikacyjnym                                                                                             |
| Lista systemów punktacji Formuły 1                                    | |

| Poz. | Kierowca        | Zespół               | HUN | HUN | PAN | PAN | PAN | SVK | SVK | BRN | BRN | HUN | HUN | HUN | Punkty |
| ---- | --------------- | -------------------- | --- | --- | --- | --- | --- | --- | --- | --- | --- | --- | --- | --- | ------ |
| 1    | Balázs Volentér | Nívó Motorsport Kft. | 4   | 1   | 1   | 1   | 1   | 2   | 1   | 3   | 2   | 1   | 1   | 1   | 117    |
| 2    | Roland Stern    | F-Racing 2000 Kft.   | 1   | 2   | 2   | 2   | 2   | 1   | NU  | 1   | 1   | 2   | 2   | NU  | 88     |
| 3    | László Turák    | Nívó Motorsport Kft. | 2   | 4   | 3   | NU  | 3   | 3   | 2   | 4   | 3   | 3   | 4   | 3   | 73     |
| 4    | Zsolt Balogh    | HF Racing Team       | NU  | 3   | -   | -   | -   | -   | -   | 2   | NW  | NW  | 3   | 2   | 36     |
| 5    | Gábor Szekeres  | HF Racing Team       | 3   | 5   | 4   | 3   | WYK | -   | -   | -   | -   | -   | -   | -   | 21     |
| 6    | Levente Baukó   | HF Racing Team       | -   | -   | -   | -   | -   | -   | -   | NW  | 4   | NU  | NW  | 4   | 15     |